# Stipa ayacuchensis
Stipa ayacuchensis là một loài thực vật có hoa trong họ Hòa thảo. Loài này được Tovar miêu tả khoa học đầu tiên năm 1988.